# Myrmarachne edentula
Myrmarachne edentula là một loài nhện trong họ Salticidae.
Loài này thuộc chi Myrmarachne. Myrmarachne edentula được Elizabeth Maria Gifford Peckham & George William Peckham miêu tả năm 1892.